# Enicospilus inflexus
Enicospilus inflexus är en stekelart som först beskrevs av Julius Theodor Christian Ratzeburg 1844.  Enicospilus inflexus ingår i släktet Enicospilus och familjen brokparasitsteklar. Inga underarter finns listade i Catalogue of Life.